# Tázlár
Tázlár je selo u središnjoj Mađarskoj.
Zauzima površinu od 73,38 km četvornih.

## Zemljopisni položaj
Nalazi se u regiji Južni Alföld, na 46°33' sjeverne zemljopisne širine i 19°31' istočne zemljopisne dužine. Od obližnjeg Vakiera je udaljen 10 km.

## Upravna organizacija
Upravno pripada kireškoj mikroregiji u Bačko-kiškunskoj županiji. Poštanski broj je 6236.

## Povijest
Selu je 1907. ime promijenjeno u Prónafalva, a od 1947. je vraćeno staro ime.

## Stanovništvo
U Tázláru živi 2014 stanovnika (2001.). 
Narodnosni sastav je bio:
- Mađari 95,1%
- Romi 0,7%
- Slovaci 0,2%
- ostali 4,5%

Vjerski sastav je bio:
- rimokatolici - 65,9%
- prezbiterijanci - 16,1%
- luterani - 6,5%
- ostali kršćani - 0,9%
- ateisti - 10,5%